# Halicyclops magniceps
Halicyclops magniceps – gatunek widłonoga z rodziny Halicyclopidae. Nazwa naukowa tych skorupiaków została opublikowana w 1853 roku przez szwedzkiego zoologa Vilhelma Lilljeborga.